# Noord-Veluws Museum
Het Noord-Veluws Museum is een museum in Nunspeet. In de permanente tentoonstelling van dit museum wordt met name aandacht geschonken aan de kunstschilders die in de periode 1870 tot 1950 de Veluwe bezochten om er, veelal des zomers en in de openlucht, te schilderen. Naast de permanente collectie worden periodiek wisselende tentoonstellingen gehouden, zoals een tentoonstelling begin 2019 van werken van Marjolein Bastin.
Het museum heeft een nieuw gebouwd onderkomen dat is geïntegreerd met het gebouw van de Vrije Akademie van Beeldende Kunsten aan de Stationslaan van Nunspeet. Het museum werd op 30 oktober 2014 geopend met een overzichtstentoonstelling van het werk van Ben Viegers die tien jaar in Nunspeet woonde en werkte. Een deel van de collectie van het museum is online beschikbaar.
Eerste directeur (tussen 2013 en 2022) was Erik Stotijn uit de Haagse muziekfamilie Stotijn. 

## Kunstenaarskolonie
Veel kunstenaars verbleven vanaf het midden van de negentiende eeuw voor kortere of langere tijd in het dorp Nunspeet dat wel een schildersdorp genoemd wordt. Ze schilderden niet alleen het landschap van de arme zandgronden maar ook de pittoreske vissersstadjes Elburg en Harderwijk. De museumcollectie omvat behalve schilderijen van kunstenaars die in Nunspeet verbleven ook werk van schilders die in omliggende plaatsen zoals Elspeet, Harderwijk en Ermelo hebben gewoond en gewerkt. Nunspeet en de directe omgeving was in de tweede helft van de 19e eeuw een gewilde locatie voor het schilderen van het gemoedelijke Veluwse boerenleven. Nadat in 1863 de spoorlijn naar Harderwijk in gebruik was genomen, werd de omgeving van Nunspeet goed bereikbaar voor de Amsterdamse burgerij. Veel schilders die in Nunspeet werkten, hadden hun opleiding genoten aan de Amsterdamse of Haagse kunstacademie en waren lid van kunstenaarsverenigingen als Arti et Amicitiae en Pulchri. In de regio woonden en werkten meerdere generaties schilders:
- Eerste generatie: Albert Neuhuys, François Pieter ter Meulen, Bernard Koldeweij, Hein Kever, Willem Steelink jr., Rudolf Ribarz en Herman Johannes van der Weele
- Tweede generatie: Maurits Constantijn Lapidoth, Jaap Dooijewaard, Edzard Koning, Ben Viegers, Willy Martens, Jan van Vuuren, Arthur Briët, Meta Cohen Gosschalk, Frans Huysmans, Constantia Arnolda Balwé, Johan Cop, Jan Kleintjes, Marie Wandscheer, Froukje Wartena, Gerrit Haverkamp, Wim de Groot, Hendrik Otto van Thol, Christina Abigael van der Willigen, Cornelis Koppenol en Ima van Eysinga.
- Derde generatie: Jos Lussenburg, Cor Vrendenberg, Vilmos Huszár, Hendrik Willem de Jong, Jaap Hiddink, Hendrik Verburg en Chris ten Bruggen Kate.
- Vierde generatie: Piet Bruins, Guus Sundermeijer-Rincker en Gerrit Bakker

Van 1974 tot 1999 woonde en werkte Eugène Brands in een zomerverblijf in Nunspeet. De textielkunstenaresse Kitty van der Mijll Dekker woonde van 1932 tot 1994 in het huis vlak naast het huidige museum.

## Collectie
Het Noord-Veluws Museum heeft werken in haar collectie van de volgende kunstenaars:
- Arthur Briet
- Jos Lussenburg
- Jaap Hiddink
- Hendrik Verburg
- Wim de Groot
- Jan van Vuuren
- Frans Huysmans
- Bernard Koldeweij
- Hendrik Otto van Thol
- Chris ten Bruggen Kate
- Maurits Constantijn Lapidoth
- Jan Kleintjes